# Cabera melania
Cabera melania là một loài bướm đêm trong họ Geometridae.